# 一本松トンネル
一本松トンネル（いっぽんまつトンネル）は、長野県東筑摩郡麻績村と千曲市の間にある長野自動車道のトンネル。

## 概要
1993年（平成5年）3月25日の豊科IC-更埴JCT間の開通により供用を開始した。
1996年（平成8年）にトンネルの変形が確認され、以後も、年間数ミリメートル程度の速度で変形し続けている。確認されているだけで場所によっては施工時と比較して10 cmを超える変形もある。このトンネルが作られた場所の地質は軟弱で、大きく分けて4つの区間で変形が見られている。このため対策工事が検討されている。

## トンネル長
- 上り線（岡谷方面） 3,203 m
- 下り線（長野方面） 3,191 m

## 隣
E19 長野自動車道
(6)麻績IC - 一本松トンネル - 姨捨SA/SIC - (7)更埴IC